# 大維爾斯河
48°29′49″N 12°25′21″E / 48.49694°N 12.42250°E

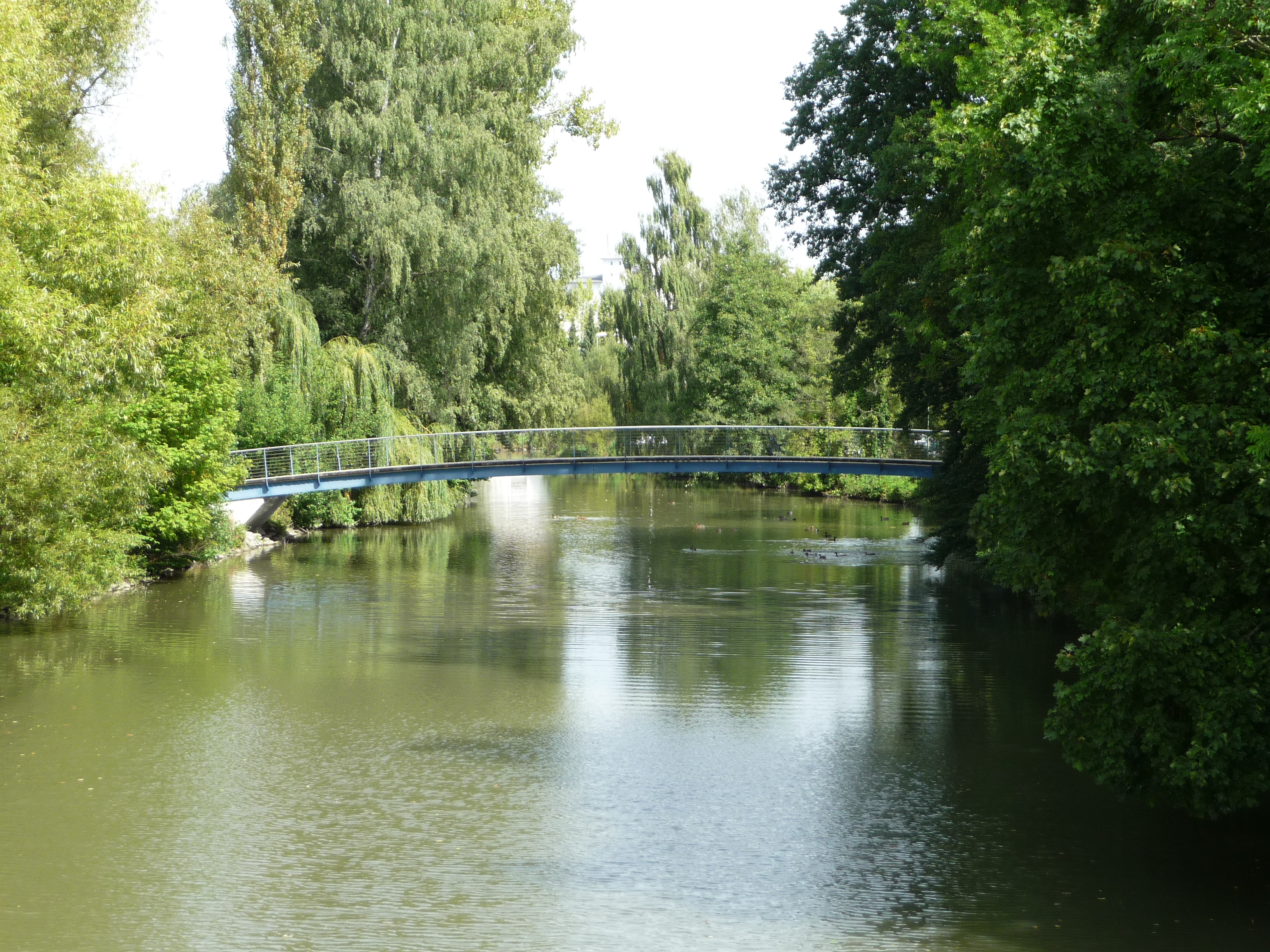
大維爾斯河

大維爾斯河（德語：Große Vils），是德國的河流，位於該國東南部，由巴伐利亞負責管轄，在蓋爾岑附近與小維爾斯河匯流形成菲爾斯河，河道全長45.9公里，流域面積348平方公里。